# Kowalów Dolny
Kowalów Dolny – wieś sołecka w Polsce położona w województwie świętokrzyskim, w powiecie jędrzejowskim, w gminie Wodzisław.
W latach 1975–1998 miejscowość administracyjnie należała do województwa kieleckiego.

## Historia
W roku 1366 odnotowano w Kodeksie Katedry Krakowskiej (t., s307) wieś Cowalow. Kowalów (dziś Kowalów Dolny i Kowalów Górny) w roku 1411 należał do dóbr stołowych biskupów krakowskich, wieś opłacała dziesięcinę do kościoła w Tarnowie (Długosz L.B. t.II, s.94). 
W 1439 roku właścicielem był Stanisław Jastrzębiec (Długosz t.IV, s.87, 88), ale też Mikołaj Miroński i Piotr Roszniański którzy uposażając w 1439 r. kościół w Mironicach przeznaczają dla niego  dziesięciny z nowszych pól w Kowalowie. 
Kowalów w wieku XIX opisano jako wieś położoną w ówczesnym powiecie miechowskim, gminie Kozłów, parafii Mironice. Wieś odległa 4 wiorsty od Wodzisławia. Folwark oddalony był od wsi o 1 wiorstę posiadał 711 mórg obszaru wieś posiadała  16 osad włościańskich, mających 64 mórg grantu; 9 domów i 88 mieszkańców. Według spisu miast, wsi, osad Królestwa Polskiego z  1827 roku było 7 domów 70 mieszkańców. W drugiej połowie XIX wieku, jak podaje nota SgKP, Kowalów zmieniał bardzo często właścicieli.